# Финансовое планирование
Финансовое планирование — выбор финансовых целей и вариантов контроля их достижения с учётом имеющихся финансовых ресурсов, а также планируемых доходов и расходов, в зависимости от внешних условий.

## Определение
Сводный финансовый план на определённый период называется бюджет. Для выполнения определённых проектов могут использоваться сметы или бизнес-планы.
В рыночной экономике финансовое планирование собственной деятельности может осуществляться отдельным индивидуумом, семьёй, организацией, целым государством или их объединением, на предприятиях является неотъемлемой частью финансового менеджмента. Бухгалтерский баланс, отчёт о прибылях и убытках и отчёт о движении денежных средств не являются формами финансового планирования, так как в них отражаются данные из первичных документов по уже осуществлённой деятельности предприятия.
Задача стратегического финансового планирования заключается в создании и поддержании равновесия между целями, финансовыми возможностями и внешними условиями, для чего производится прогнозирование финансовой деятельности на длительный период. В плановой экономике финансово-хозяйственное планирование деятельности крупных экономических субъектов осуществляется государством, которое распределяет финансовые ресурсы между направлениями и отраслями согласно долгосрочным целям и задачам государства.

## Методы финансового планирования
- Нормативный. Сущность состоит в том, чтобы с помощью уже определённых заранее норм определить, сколько ресурсов необходимо компании, а также их источники.
- Балансовый. С помощью данного метода соотносят фактическую необходимость в ресурсах и их доступным количеством у организации.
- Расчётно-аналитический. С помощью определённого показателя, рассчитанного или достигнутого компанией, а также при известных изменениях данного показателя в плановом периоде, можно рассчитать плановую потребность в ресурсах.
- Метод оптимизации плановых решений. Разрабатывает 2 и более разных планов, из которых выбирается один наиболее подходящий для организации.
- Факторный метод.
- Экономико-математическое моделирование.

Обычно при обобщённом финансовом прогнозировании в рыночной экономике учитываются:
- инвестиционно-кредитные возможности;
- уже имеющийся опыт финансово-хозяйственной деятельности;
- известные заранее с большой степенью вероятности будущие входящие и исходящие финансовые потоки, характерные для определённых задач.

## Принципы планирования
Процесс планирования должен осуществляться при использовании таких принципов как:
- гибкость(постоянная адаптация к изменениям среды функционирования предприятия, для чего необходима корректировка плана при различных изменениях внешней и внутренней среды)
- непрерывность
- коммуникативность
- участие
- адекватность
- комплексность
- многовариантность
- итеративность(неоднократная увязка уже составленных разделов плана(итерации), что обусловливает творческий характер процесса планирования)

## Виды планирования
- стратегическое
- долгосрочное
- краткосрочное
- текущее